# Roger Morlet
Roger Édouard Morlet (Brussel, 19 september 1930) was een Belgisch hockeyer.

## Levensloop
Morlet was actief bij Royal Léopold HC. Daarnaast maakte hij deel uit van het Belgisch hockeyteam. Met de nationale ploeg nam hij onder meer deel aan de Olympische Zomerspelen van 1952.